# Casimir Davaine

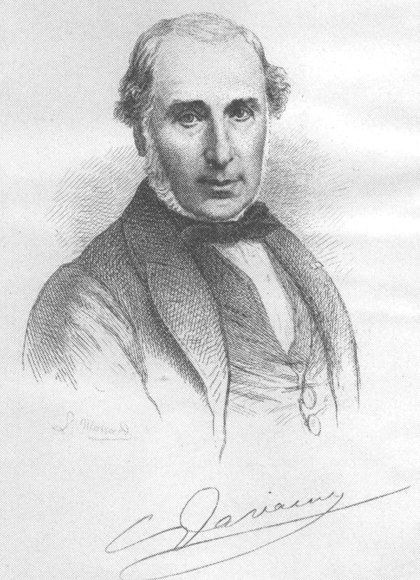
Casimir Davaine

Casimir Joseph Davaine (* 19. März 1812 in Saint-Amand-les-Eaux, Frankreich; † 14. Oktober 1882 in Garches/Département Seine-et-Oise bei Paris) war ein französischer Arzt, Pathologe und Parasitologe. Er zeigte am Beispiel des Milzbrands als Erster, dass Bakterien bei Mensch und Tier Krankheiten erregen können. Im Rahmen dieser Versuche übertrug er Blut von an Milzbrand erkrankten Schafen auf kleinere Tierarten, wie Kaninchen, Ratten oder Meerschweinchen, womit er Tierversuche unter Laborbedingungen etablierte.

## Leben
Casimir Davaine war das sechste von neun Kindern eines Branntweinbrenners. Er ging in Saint-Amand, Tournai und Lille zur Schule und nahm 1830 ein Medizinstudium in Paris auf. 1835 wurde er „Externer“ (Medizinalassistent, der nicht im Krankenhaus wohnt) von Pierre Rayer (1793–1867) am Hôpital de la Charité, wo er auch den berühmten Physiologen Claude Bernard kennenlernte, dessen Kollege, Freund und Hausarzt er wurde. 1837 schloss er das Medizinstudium ab, wurde mit De l'hématocèle de la tunique vaginale promoviert und ließ sich als praktizierender Arzt nieder. Seine Freizeit widmete er der Forschung in Naturgeschichte und Pathologie.
1848 gehörte er mit Rayer zu den Gründungsmitgliedern der Société de Biologie. 1858 wurde er mit dem Kreuz der Ehrenlegion ausgezeichnet, 1868 erhielt er einen Sitz in der Akademie der Medizin. Er trug den Titel eines médecin par quartier des französischen Kaisers, wurde also zu Konsultationen über den Gesundheitszustand des Kaisers herangezogen, ohne ihm ausschließlich als Leibarzt zu dienen. Davaine war einer der berühmtesten Ärzte seiner Zeit. Zu seinen Patienten zählten Marie Duplessis, die als „Kameliendame“ bekannt geworden ist, Claude Bernard, sein Lehrer Rayer sowie Mitglieder der Rothschild- und der d’Eichthal-Familien.
Im Deutsch-Französischen Krieg von 1870/71 diente er als Feldarzt. In dieser Zeit verfasste er das Büchlein Les éléments du bonheur („Elemente des Glücks“), in dem er seine Lebensphilosophie ausbreitete. Seine letzten Jahre verbrachte er in Garches bei Paris, wo er nach dem Krieg Rosen züchtete.

## Werk
Davaines Werk umfasste Arbeiten in Bakteriologie, Parasitologie, Pflanzenphysiologie, Zoologie, Allgemeiner Biologie und Teratologie. Epochal waren aber vor allem seine Arbeiten zum Milzbrand, mit denen er die medizinische und veterinärmedizinische Bakteriologie begründete.

### Milzbrand
Als Davaine über Milzbrand zu arbeiten begann, war bekannt, dass die Krankheit ansteckend und virulent war. Bereits 1823 hatte Eloy Barthélemy an der Tierarzneischule von Alfort gezeigt, dass er Milzbrand mit dem Blut aus der Milz eines erkrankten Schafes auf ein gesundes Schaf übertragen konnte. Trotzdem war noch die miasmatische Theorie der Milzbrandentstehung vorherrschend, wonach die Krankheit über Miasmen aus dem Boden, der künstlichen Bewässerung oder durch andere meteorologische Faktoren entstehen sollte. Andere Autoren machten schlechtes Futter, schmutzige Ställe oder „zuviel Blut in den Arterien“ verantwortlich.

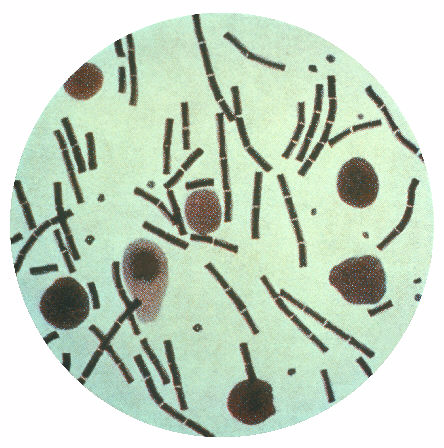
Bacillus anthracis, in früherer Terminologie Bacteridium anthracis

Im Juni und Juli 1850 begleitete Davaine seinen ehemaligen Lehrer Rayer auf einer Forschungsreise in die Region Beauce nahe Chartres, wo sie Milzbrand mit dem Blut von kranken auf gesunde Schafe übertrugen. Unter dem Mikroskop beobachtete Rayer, dass im Blut der künstlich infizierten Tiere die roten Blutkörperchen auf dieselbe Weise verklumpten wie bei den Ausgangstieren. Außerdem beobachtete er kleine fadenförmige Körperchen im Blut, die doppelt so lang waren wie ein Blutkörperchen. Dies ist die erste Beobachtung des Milzbranderregers Bacillus anthracis. Allerdings brachte Rayer die „kleinen, fadenförmigen Körperchen“ noch nicht mit der Krankheit in Verbindung.
1855 veröffentlichte der deutsche Arzt Aloys Pollender eine Arbeit, für die er die Beobachtungen bereits 1849 gemacht haben wollte. Er fand im Blut „stabförmige Körperchen“, von denen er spekulierte, dass sie zu den Bakterien gehören könnten. In dieser Arbeit fragte er, ob es sich um das infektiöse Agens, um Träger dieses Agens oder um eine irrelevante Beobachtung handele, meinte aber, dass diese Frage nicht beantwortet werden könne. 1857/58 beobachtete auch ein weiterer deutscher Forscher, Friedrich Brauell, die stäbchenförmigen Körper, die bereits Rayer und Pollender gesehen hatten. Ihm schien es, als ob die zunächst bewegungslosen Stäbchen sich später zu bewegen begannen, also Vibrionen wären. Diese Verwechslung des Milzbranderregers mit anderen bei der Verwesung auftretenden Bakterien behinderte lange Zeit den Erkenntnisfortschritt.
Davaine nahm 1863 seine Milzbrandforschungen wieder auf. Er infizierte zwei Kaninchen und eine weiße Ratte mit dem Blut eines Schafes, das an Milzbrand gestorben war. Er konnte zeigen, dass das Blut milzbrandkranker Tiere nicht infektiös war, so lange die stäbchenförmigen Körperchen nicht erschienen waren. Für diese Körperchen schlug er den Namen bactéridies vor. Weiter konnte er demonstrieren, dass fauliges Milzbrandblut bei Übertragung eine andere Krankheit als Milzbrand auslöste, Davaine unterschied also Septikämie von Milzbrand. Getrocknetes Blut milzbrandkranker Tiere blieb elf Monate, nachdem er es getrocknet hatte, virulent, wenn er es wieder anfeuchtete und übertrug. Vögel und Frösche erwiesen sich in seinen Versuchen als unempfindlich gegen Milzbrand. Außerdem zeigte er, dass nicht nur das Blut der Milz – wie bis dahin geglaubt worden war –, sondern Blut jeder Art infektiös war.

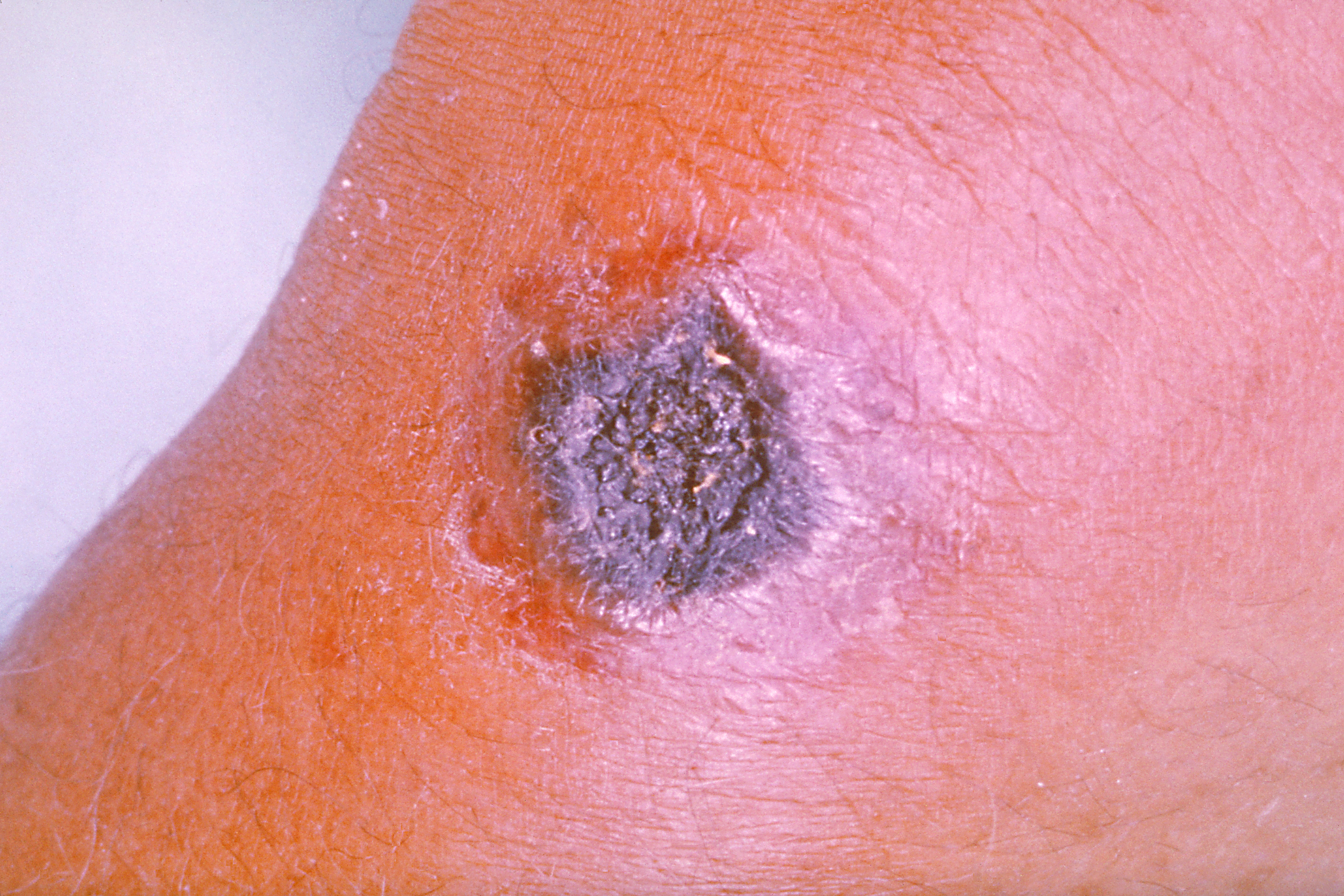
Milzbrandinfektion am Unterarm

1864 untersuchte Davaine den Milzbrandkarbunkel (pustula maligna), das heißt die lokalisierte Form des Hautmilzbrands, beim Menschen und fand unter dem Mikroskop die gleichen Bakterien, die er im Blut erkrankter Tiere gesehen hatte. Damit bestätigte er die Ergebnisse von Jean Fournier, der bereits 1789 gezeigt hatte, dass Milzbrand vom Tier auf Menschen übertragen werden kann.
Davaines Ergebnisse wurden von Émile-Claude Leplat und Pierre-François Jaillard vom Krankenhaus Val-de-Grâce heftig angegriffen. Sie konnten sich nicht vorstellen, dass Bakterien eine Krankheit erregen könnten. In den Augen von Leplat und Jaillard waren die stabförmigen Körperchen unwesentliche Nebenerscheinungen. Davaine konnte schließlich zeigen, dass in den Versuchen, auf die sich Leplat und Jaillard beriefen, eine ganz andere Krankheit – Rinder-Septikämie – übertragen worden war. 1865 wurde Davaine von der Akademie der Wissenschaften mit dem Prix Bréant für seine Milzbrandforschungen ausgezeichnet, aber es blieben immer noch Zweifel übrig.
1868 versuchte Davaine in einer Übersichtsarbeit diese letzten Zweifel auszuräumen und bekräftigte, dass die „Bakteridien“ die Erreger der Krankheit waren. Vor allem wies er darauf hin, dass auch eine bestimmte Pflanzenkrankheit bakteriell verursacht war. In diesem Fall hörten die Bakterien auf, sich zu bewegen, wenn sie auf mindestens 52 °C erhitzt wurden, und Davaine konnte die Krankheit dann nicht mehr übertragen.
Im selben Jahr bestimmte Davaine die Inkubationszeit des Milzbrands bei Meerschweinchen. Der Tod trat zwischen 26 und 53 Stunden nach der Injektion des Bluts milzbrandkranker Tiere ein, je nachdem, welche Dosis Davaine übertragen hatte. Davaine hatte also gezeigt, dass die Inkubationszeit von der Dosis abhängig war und damit ein zusätzliches Argument für die Verursachung des Milzbrands durch die von ihm beobachteten „Bakteridien“ gewonnen.
1869 gelang ihm ein elegantes Experiment: Er verdünnte etwas Blut von milzbrandkranken Tieren mit destilliertem Wasser, wobei nach 24 Stunden die Milzbranderreger auf den Boden des Gefäßes abgesunken waren. Wenn er einen Tropfen vom Boden des Gefäßes in Meerschweinchen injizierte, starben sie, wenn er dagegen einen Tropfen von der Oberfläche nahm, überlebten sie.
1873 konnte Davaine zeigen, dass verdünntes Blut milzbrandkranker Tiere seine Infektiosität verlor, wenn es für fünf Minuten auf 55 °C erhitzt wurde. Das Blut blieb jedoch ansteckend, wenn er es trocknete, sogar wenn es danach auf 100 °C erhitzt wurde. Außerdem untersuchte er verschiedene Chemikalien auf ihre bakterizide Wirkung.
Davaine irrte sich jedoch weiterhin in der Übertragung der Krankheit, für die er Fliegen verantwortlich machte. Auch gelang es ihm nicht, das Bakterium zu isolieren und in vitro zu kultivieren. Erst Robert Koch beschrieb das Sporenstadium des Milzbrand-Erregers und vollendete damit den Lebenszyklus des Bakteriums. Louis Pasteur erkannte bei verschiedenen Gelegenheiten die Schrittmacherrolle an, die Casimir Davaine für ihn gespielt hatte.